# Association of African Universities

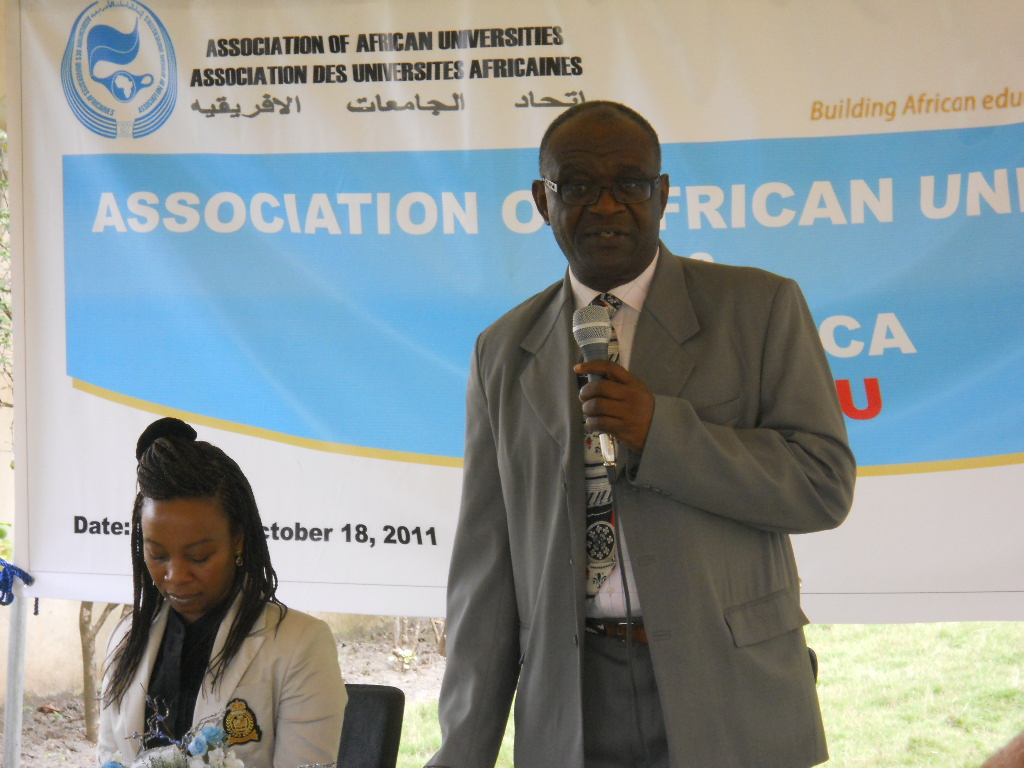
Konferenz im AAU-Hauptquartier in Accra mit dem damaligen AAU Generalsekretär Olugbemiro Jegede, 2011.

Die Association of African Universities (kurz AAU, deutsch Vereinigung der Universitäten Afrikas) ist eine internationale Dachorganisation auf dem afrikanischen Kontinent mit Sitz in Accra, Ghana. Sie dient der Kooperation, Konsultation und gegenseitigen Information aller Institutionen für Hochschulbildung in Afrika. Dazu gehört die Vergabe von Stipendien, eine Datenbank für Dissertationen, die Weiterbildung von Führungskräften, Schulungen im Bereich HIV/AIDS und andere Programme.
Die Organisation wurde am 12. November 1967 in Rabat, der Hauptstadt Marokkos, auf der Basis einer UNESCO-Empfehlung aus dem Jahre 1962 gegründet. Die AAU hatte mit dem Stand vom Oktober 2011 insgesamt 268 Mitgliedsinstitutionen aus 46 afrikanischen Staaten, im Jahr 2021 (Stand März 2021) sind 397 Bildungseinrichtungen entweder als Vollmitglied (Full member) oder außerordentliches Mitglied (Associate Member) in der AAU.
AAU Präsident George Magoha stellte 2011 fest, dass nur 242 von den ca. 600 Universitäten in Afrika Mitglied der AAU sind. Der AAU wird eine stark anglophone Ausrichtung vorgeworfen und viele frankophone und lusophone Universitäten kooperieren lieber mit entsprechenden internationalen Universitätsorganisationen.